# 킬딘급 구축함

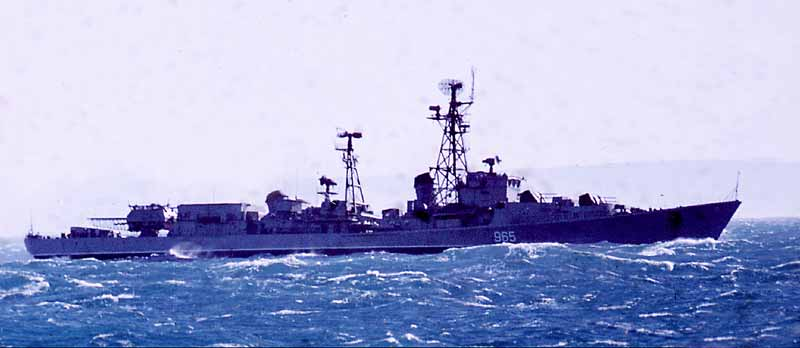

킬딘급 구축함(Kildin-class destroyer)은 1950년대에 소련 해군용으로 건조된 구축함 시리즈이다. 미사일이 탑재된 버전의 코틀린급 구축함이었으며 이 급의 이름은 킬딘섬이 기원이다. 이 미사일이 1960년대에 구식이 되자 이 선박들은 1972년부터 1977년 사이 현대화되었다. 모든 선박은 1980년대 말 1990년대 초에 퇴역되었다. 소련 표기명은 프로토타입 Bedovy의 경우 프로젝트 56EM, 3개 시리즈 선박의 경우 프로젝트 56M, 현대화된 선박의 경우 프로젝트 56U이다.

## 참고자료
- “Project 56M Kildin class Guided Missile Destroyer”. Federation of American Scientists. 2000년 9월 7일. 2016년 4월 28일에 원본 문서에서 보존된 문서. 2008년 1월 27일에 확인함.
- All Russian Kildin Class Destroyers - Complete Ship List